# Maître des Madones mosanes
 (novembre 2013).
Si vous disposez d'ouvrages ou d'articles de référence ou si vous connaissez des sites web de qualité traitant du thème abordé ici, merci de compléter l'article en donnant les références utiles à sa vérifiabilité et en les liant à la section « Notes et références ».

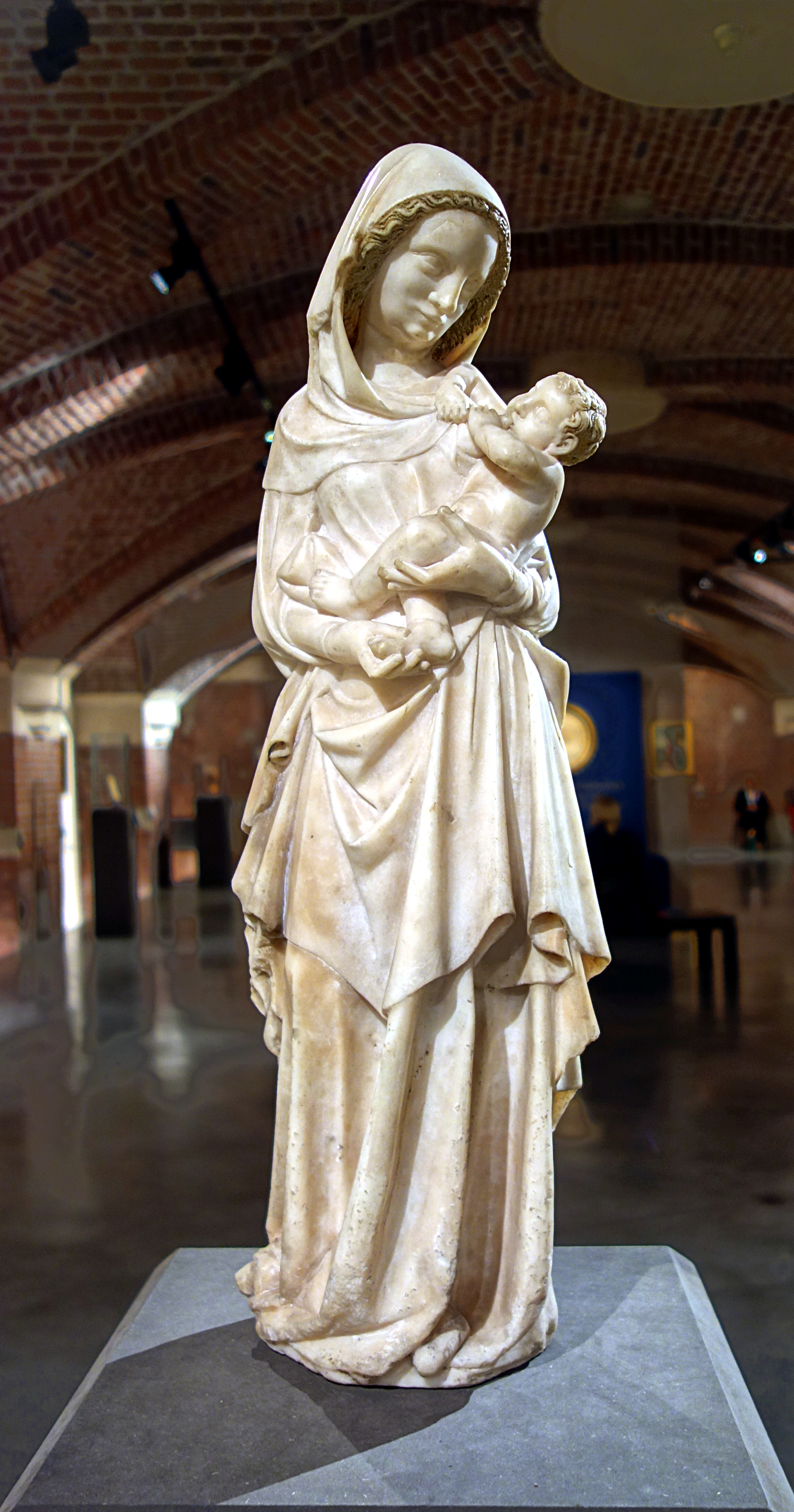
Vierge allaitant l’Enfant, Palais des beaux-arts de Lille

Le Maître des Madones mosanes ou Maîtres des Madones en marbre mosanes est le nom de convention d'un atelier de sculpture ou d'un sculpteur anonyme, actif entre 1330 et 1350 dans la vallée de la Meuse, sans doute installé à Liège. Il doit son nom, attribué par Robert Didier, à un groupe d'œuvres, le plus souvent en marbre blanc, représentant des Vierges et présentant des caractéristiques stylistiques communes.

## Style
Les œuvres attribuées au Maître des Madones mosanes sont représentatives du maniérisme qui se répand en Europe occidentale au cours du XIVe siècle.

## Œuvres attribuées
- Vierge de Diest, Metropolitan Museum of Art, New York11
- Vierge allaitant l’Enfant, Palais des beaux-arts de Lille 22
- Vierge à l’Enfant, Cathédrale Notre-Dame d'Anvers[2]3
- Vierge à l’Enfant et Roi Gaspard, Musée Mayer van den Bergh
- Portail du Bethléem, Collégiale Notre-Dame de Huy 4
- 3 fragments d'un retable de la Passion (Christ en croix, Mise au tombeau et mauvais larron), Grand Curtius, Liège 555
- Vierge supportée par Saint Jean et centurion et deux soldats, Metropolitan Museum of Art, New York 66

## Galerie

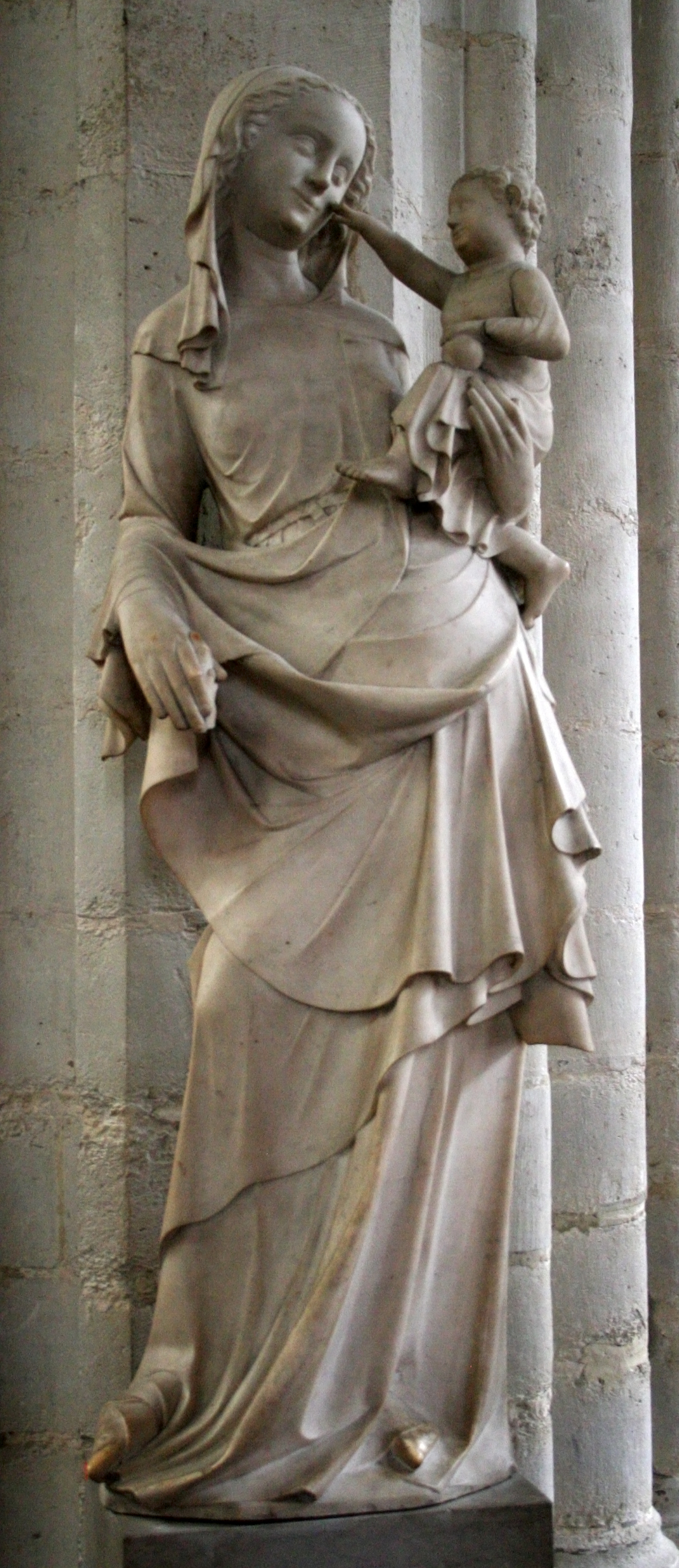
Vierge à l'enfant, Cathédrale d'Anvers
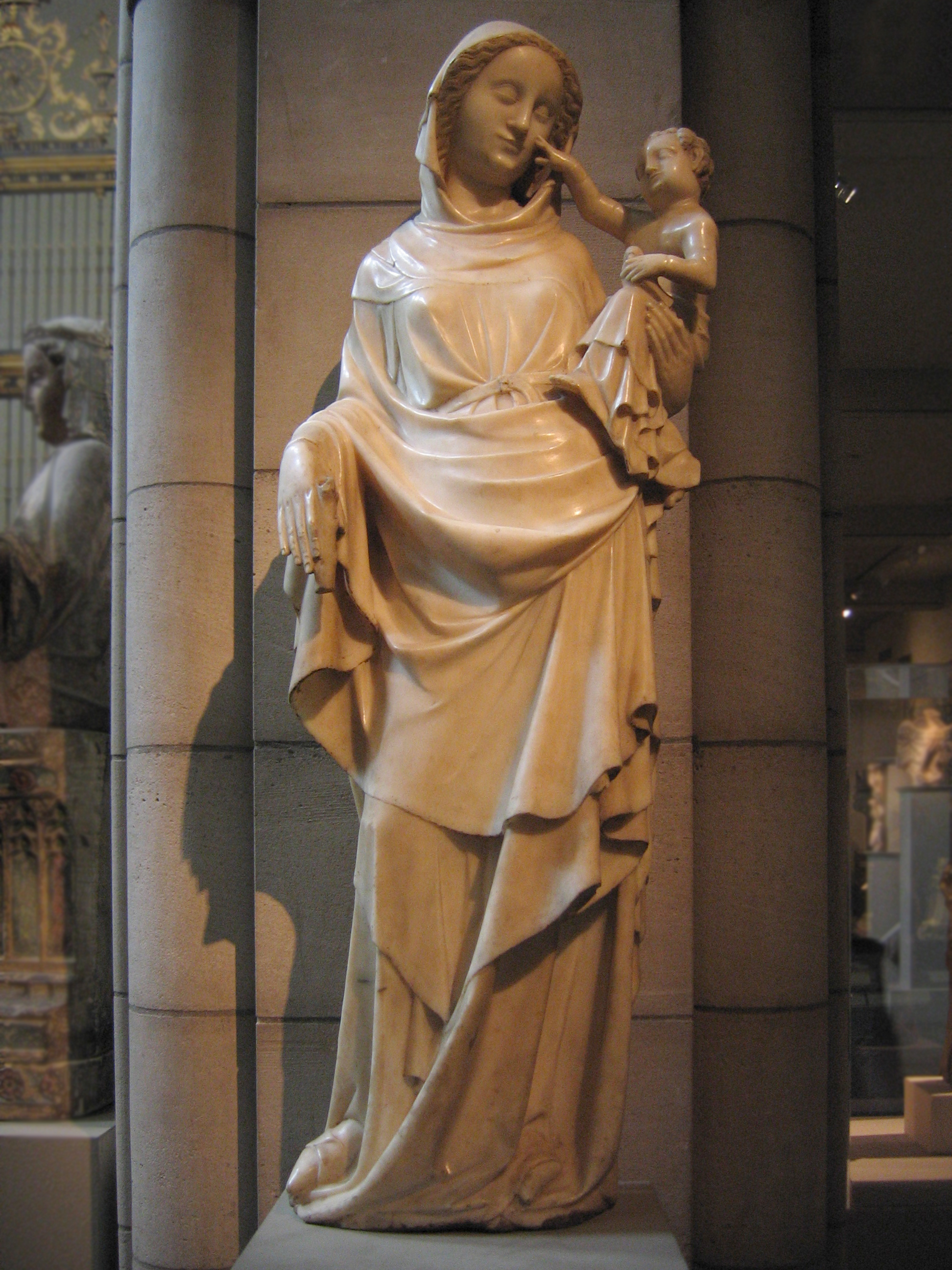
Vierge à l'enfant de Diest, Metropolitan Museum of Art (New York)
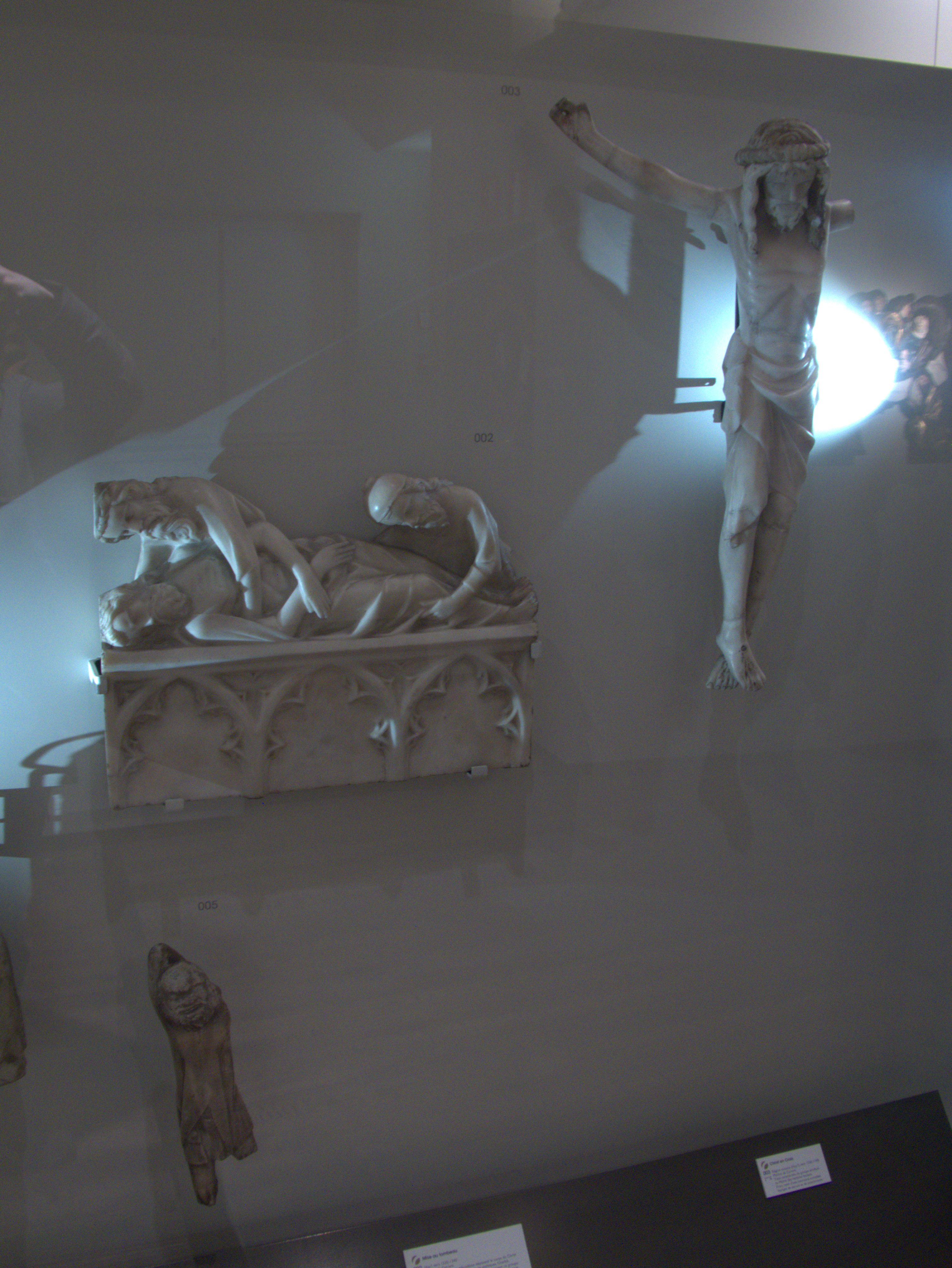
3 des 6 fragments d’un retable de la Passion, Grand Curtius (Liège)
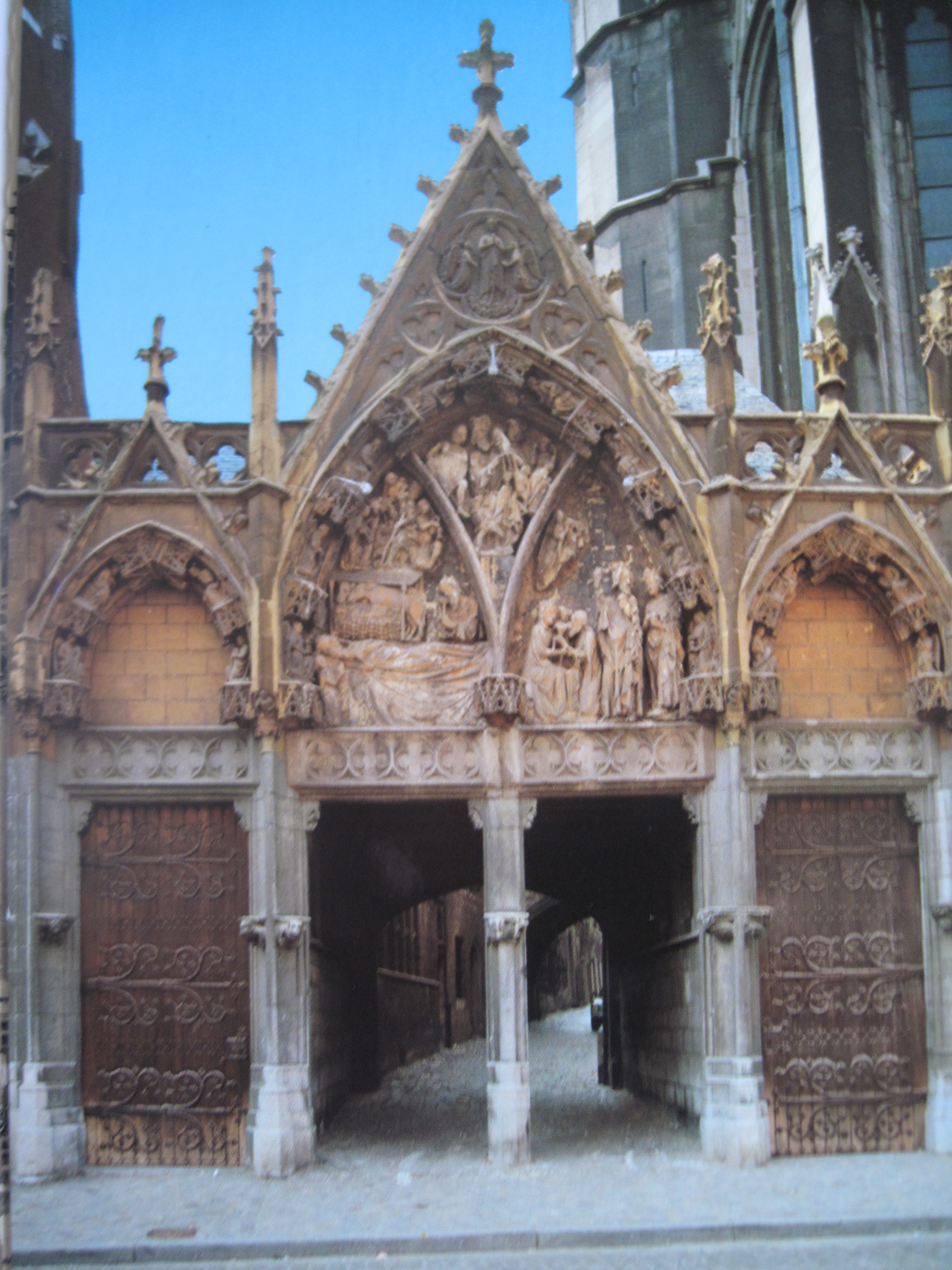
Portail du Bethléem, Collégiale de Huy (Huy)